# بينينسيولا طوكيو
بينينسيولا طوكيو هو فندق فاخر من 24 طابق يقع في يوراكوشو، شيودا، طوكيو، اليابان. الفندق مملوك من قبل مجموعة فنادق بينينسيولا, وهو الفندق الوحيد التابع للعلامة ااتجارية بينينسيولا. التي تشغل من قبل مجموعة فنادق هونغ كونغ وشنغهاي المحدودة ويدار الفندق من قبلمالكولم تومسون, والذي كانسابقا المدير العام لفندق بارك حياة طوكيو. في كانون الثاني عام 2012 نال الفندق جائزة ثاني أفضل فندق في العالم من قبل مجلة السفر والمتعةs في قائمة أفضل 500 فندق السنوية، وتغلب عليه فقط فندق ماندارين أورينتال, الموجود أيضا في اليابان. السبا الموجود في الفندق أيضا نال جائزة اضل سبا في اليابان في استفتاء اختيار القراء المنظم من قبل سبا فيندر الولايات المتحدة.
الفندق مشترك في برنامج التوعية بسرطان الثدي ويدعم بفخر الجمعية اليابانية لفحص سرطان الثدي.

## روابط خارجية
- الموقع الرسمي